# Атанасій (Шептицький)
Атана́сій Шепти́цький (у світі Анто́ній Олександрович Шепти́цький; 1686, Вощанці — 12 грудня 1746, Львів) — єпископ Руської унійної церкви; з 18 серпня 1729 року — 11-ий Митрополит Київський, Галицький і всієї Русі.

## Життєпис
Походив із старовинного українського боярського роду. Батько — Олександр (Олексій) Шептицький, мечник белзький, перемиський, стрийський войський. Мати — Варвара з Вишпольських.
1703 р. під впливом стрийка Варлаама Шептицького вступив до новіціату отців василіян в Унівському монастирі. Богословську освіту здобув у Львівській єзуїтській колегії (за іншими даними, правдоподібно, навчався в колегіумі театинів у Львові, який виконував функції Папської семінарії для русинів (українців) і вірмен). Прийняв чернецтво з ім'ям Атанасій у 1706 році. З 1710 р. — ієромонах. У 1713 р. іменований архимандритом в Уневі, одночасно помічником єпископа Львівської, Галицької та Кам'янецької єпархії. 1715 р. став архимандритом в Уневі. У вересні 1715 р. митрополит Лев Кишка висвятив Атанасія Шептицького на Львівського єпископа.
Атанасій Шептицький дбав про освіту духовенства, утримував на власні кошти чотирьох кандидатів до священства у Папській колегії у Львові. Розпочав будівництво теперішнього собору святого Юра у Львові. 1717 р. заснував братство при цьому соборі. По смерті Лева Кишки Атанасій Шептицький став київським митрополитом (1729 р.). 1732 р. відкрив друкарню в Уневі.
У Бережанах брав участь у похороні Адама-Миколи Сенявського, який був його протектором, надав Атанасієві Шептицькому в державлення Рогатин і Бурштин.
1742 рік — за присутності Атанасія Шептицького в Зарваниці, з дозволу Папи Римського, було короновано чудотворну ікону (образ) Розп'ятого Спасителя.
Атанасій Шептицький боронив селян; згідно з постановами Замойського собору (1720 р.), в якому брав жваву участь, видавав літургічні книги. Активно латинізував візантійський обряд та зовнішній вигляд церков та духовенства. За його перебування на посту предстоятеля духовенству було заборонено носити старий православний одяг, натомість вводився римо-католицький; саме під час його керування греко-католицьким священникам було дозволенно голити бороди та стригти волосся. Масово закривав, начебто за браком грошей, монастирі, які боролися проти латинізації.
Добився утворення єдиного «Руського чину св. Василія Великого», що сприяло піднесенню василіянського шкільництва і книгодрукування Боровся проти переходів вірних східного обряду на латинський; з цією метою добився від папи римського Климента II булли, що забороняла ці переходи. Атанасій Шептицький провів розмежування єпархій Київської митрополії.
21 липня 1743 року новий дідич міста Куликова князь Міхал Радзивілл «Рибонька» видав Атанасієві Шептицькому документ, яким дозволив закрити жіночі монастирі в Куликові, Жовкві та Сасові.
10 грудня 1746 підписав заповіт, наступного дня помер у Львові від «водної пухлини». Був похований у соборі святого Юра, однак його могила не збереглася.